# Francisco de Asís Aguilar
Francisco de Asís Aguilar y Serrat (Manlleu, 4 de octubre de 1826 - Segorbe, 16 de diciembre de 1899) fue un presbítero y naturalista español.

## Biografía
Nació en el pueblo de Manlleu, provincia de Barcelona.  Cursó la carrera eclesiástica en el seminario de Vich y también asistió a la facultad de Ciencias Naturales de la Universidad de Barcelona, en la que se graduó como licenciado. Fue ordenado presbítero en el año 1854.
Enseñó Matemáticas e Historia hasta el año 1863, cuando se le encargó la dirección del colegio privado de segunda enseñanza de El Escorial, donde colaboró con Antonio María Claret y fue vicerrector y profesor de teología moral. En Madrid fue también redactor del periódico neocatólico y carlista El Pensamiento Español.
La Asociación de Católicos de Madrid le nombró, después de la revolución de 1868, rector de los Estudios Católicos. Allí conoció las divergencias entre Alejandro Pidal y Cándido Nocedal, ambos miembros de la Junta Directiva. Durante el Sexenio Revolucionario se unió con Juan Manuel Ortí y Lara en la revista La Ciudad de Dios.
En 1876, Ceferino González le confirió el cargo de rector del seminario de Córdoba, cargo que desempeñó hasta que fue consagrado obispo de Segorbe en 1881. Durante la Restauración fue redactor del periódico pidalino La España Católica y de La Cruz.
En su escrito Los despojos del liberalismo (1898) señaló los «efectos perversos» de esta ideología, cuyo objetivo era la secularización de todos los actos de la vida.
Falleció en Segorbe en 1899.